# Famille Pálóczy
Pálóczy de Pálócz (en hongrois : pálóczi Pálóczy) est le patronyme d'une ancienne famille de la noblesse hongroise.

## Origines
La famille a une origine commune avec la famille Dobó et remonte Péter Pányoki (ou Panky). Charles Robert de Hongrie fait don en 1333 du château et domaine de Palócz à Máttyus (Máté) Ier, fils du précédent, dont il prend le nom.

## Membres notables
- Domokos Pálóczy (†1403), prévôt de Lelesz  (1379-1403), il est nommé par le pape superviseur des Prémontrés de Hongrie puis évêque honoraire de Dianumi (ou Danumi). Oncles des deux suivants.
- György Pálóczi († 1439), archevêque d'Esztergom. Frère du suivant.
- Máté Pálóczy († 1437), palatin de Hongrie.
- László Pálóczy († 1470), juge suprême du Royaume de Hongrie. Neveu des deux précédents.
- Simon Pálóczy († 1444) grand écuyer du royaume, il tombe face aux ottomans durant la bataille de Varna. Frère du suivant.
- János II Pálóczy, főispán de Ung (1451).
- Imre II Pálóczy, grand écuyer du royaume (1482).
- Antal Pálóczy († 1526), főispán de Zemplen, il est tué lors de la bataille de Mohács (1526). Avec lui s'éteint cette famille en ligne masculine.

## Liens, sources
- Iván Nagy: Magyarország családai, Budapest
- A Pallas nagy lexikona
- U. Kállay:A ruszkai Dobó, ruszkai Bátor és Pálóczy családok nemzedékrendjéhez In Turul, 1903-1904
- Siebmacher: Wappenbuch,   Der Adel von Ungarn